# Oahu Bowl
L'Oahu Bowl était un match annuel de football américain organisé par la NCAA opposant des équipes issues de la FBS (Football Bowl Subdivision) actuellement connue comme la Division I-A de NCAA. Il se déroulait dans l'Aloha Stadium d'Honolulu à Hawaii aux États-Unis et était sponsorisé par la Jeep Motor Company.
Le match inaugural fut joué en 1998 et le dernier en 2000 après la perte du sponsor consécutif à la fusion entre les sociétés Jeep Chrysler Corporation et Daimler Benz.
Lors des deux premières éditions, un second bowl avait également lieu à Hawaii le jour de Noël : l'Aloha Bowl. C'était la première fois que deux bowls universitaires faisaient partie d'un même programme.
En 2000 l'Oahu Bowl fut déplacé au réveillon de Noël.
En 2001, l'Oahu Bowl devint le Seattle Bowl mais ne fut joué qu'à deux reprises avant de perdre sa certification auprès de la NCAA. À la même époque, l'Aloha Bowl qui devait émigrer à San Francisco perdit également sa certification avant qu'il ne puisse y être organisé,.

## Palmares
| Dates            | Vainqueurs           | Scores  | Perdants           | Assistances | Conférences  |
| ---------------- | -------------------- | ------- | ------------------ | ----------- | ------------ |
| 25 décembre 1998 | #13 Air Force (12-1) | 45 - 25 | Washington (6-6)   | 43 451      | WAC - PAC-10 |
| 25 décembre 1999 | Hawaii (9-4)         | 23 - 17 | Oregon State (7-5) | 40 974      | WAC - PAC-10 |
| 26 décembre 2000 | #20 Georgia (8-4)    | 37 - 14 | Virginia (6-6)     | 24 187      | SEC - ACC    |

## Statistiques par conférences
| Conference | Gagnés | Perdus | %     |
| ---------- | ------ | ------ | ----- |
| WAC        | 2      | 0      | 1.000 |
| SEC        | 1      | 0      | 1.000 |
| PAC-10     | 0      | 2      | 0.000 |
| ACC        | 0      | 1      | 0.000 |